# Decade in the Sun: Best of Stereophonics
Decade in the Sun: Best of Stereophonics — це альбом-компіляція найкращих хітів Stereophonics. Він містить треки з усіх шести попередніх альбомів гурту, починаючи з дебютного релізу 1997 року Word Gets Around і аж до Pull the Pin 2007 року, а також дві абсолютно нові пісні «You're My Star» і «My Own». Найлютіший ворог». «Ти моя зірка» також була випущена як сингл.
Дводисковий альбом містить п’ять пісень з Just Enough Education to Perform, сім пісень з Performance and Cocktails, сім пісень з Word Gets Around, чотири пісні з Language. секс. Насильство. Інший? , шість пісень з You Gotta Go There to Come Back, чотири пісні з Pull the Pin, одна пісня з Reload, два бі-сайди, два позаальбомні сингли та дві нові пісні для цього альбому. Альбом на одному диску містить п’ять пісень з Just Enough Education to Perform, чотири пісні з Performance and Cocktails, чотири пісні з Word Gets Around, три пісні з Language. секс. Насильство. Інший?, одна пісня з You Gotta Go There to Come Back, одна пісня з Pull the Pin і дві нові пісні для цього альбому.

## Критика
Decade in the Sun отримав загалом схвальні відгуки. На BBC Софі Брюс написала позитивний відгук. Вона назвала альбом «фантастичним вибором, який, безсумнівно, схвилює як суперфанатів Stereophonics, так і новобранців», але розкритикувала рішення гурту виключити «Madame Helga» та «Moviestar», два з їхніх найбільших хітів у Великобританії. На Contactmusic.com Алекс Лай похвалив компіляцію, особливо вибір треків на другому диску за те, що вони не «просто додали до синглів, які не потрапили до регулярного випуску». Лай резюмував, що альбом «виконує роль гарної метафори Stereophonics». Стівен Томас Ерлевайн з AllMusic визнав еволюцію гурту «ефективною» та «розважальною». Однак негативно він назвав альбом «надто всеохоплюючим, щоб бути розважальним» і описав треки як такі, що «тягнуть п’яти понад 20 треків, і всі вони звучать величезно та безпідставно». Ерлевайн підсумував, що альбом показує слухачам, «чому Stereophonics ніколи не перекладався через Атлантику».

## Трек-лист
Автор слів Келлі Джонс (за винятком «Handbags and Gladrags», написаної Майк Д'Або). 
| Диск перший | Диск перший                     | Диск перший                        | Диск перший                                                | Диск перший |
| #           | Назва                           | Автор музики                       | Альбом                                                     | Тривалість  |
| ----------- | ------------------------------- | ---------------------------------- | ---------------------------------------------------------- | ----------- |
| 1.          | «Dakota»                        | Келлі Джонс                        | Language. Sex. Violence. Other? (2005)                     | 4:12        |
| 2.          | «The Bartender and the Thief»   | Jones, Richard Jones, Stuart Cable | Performance and Cocktails (1999)                           | 2:54        |
| 3.          | «Just Looking»                  | Jones, Jones, Cable                | Performance and Cocktails (1999)                           | 4:13        |
| 4.          | «Have a Nice Day»               | Jones                              | Just Enough Education to Perform (2001)                    | 3:24        |
| 5.          | «Local Boy in the Photograph»   | Jones, Jones, Cable                | Word Gets Around (1997)                                    | 3:22        |
| 6.          | «Maybe Tomorrow»                | Jones                              | You Gotta Go There to Come Back (2003)                     | 4:33        |
| 7.          | «Superman» (single edit)        | Jones                              | Language. Sex. Violence. Other? (2005)                     | 3:52        |
| 8.          | «Pick a Part That's New»        | Jones                              | Performance and Cocktails (1999)                           | 3:34        |
| 9.          | «My Own Worst Enemy»            | Jones, Adam Zindani                | New song                                                   | 3:35        |
| 10.         | «I Wouldn't Believe Your Radio» | Jones, Jones, Cable                | Performance and Cocktails (1999)                           | 3:50        |
| 11.         | «You're My Star»                | Jones                              | New song                                                   | 4:05        |
| 12.         | «Mr. Writer» (single edit)      | Jones, Marshall Bird               | Just Enough Education to Perform (2001)                    | 5:19        |
| 13.         | «Step on My Old Size Nines»     | Jones                              | Just Enough Education to Perform (2001)                    | 4:00        |
| 14.         | «Devil»                         | Jones                              | Language. Sex. Violence. Other? (2005)                     | 4:40        |
| 15.         | «It Means Nothing»              | Jones                              | Pull the Pin (2007)                                        | 3:49        |
| 16.         | «A Thousand Trees»              | Jones, Jones, Cable                | Word Gets Around (1997)                                    | 3:03        |
| 17.         | «Vegas Two Times» (single edit) | Jones                              | Just Enough Education to Perform (2001)                    | 3:39        |
| 18.         | «Traffic»                       | Jones, Jones, Cable                | Word Gets Around (1997)                                    | 4:54        |
| 19.         | «More Life in a Tramps Vest»    | Jones, Jones, Cable                | Word Gets Around (1997)                                    | 2:20        |
| 20.         | «Handbags and Gladrags»         | Mike D'Abo                         | 2002 re-release of Just Enough Education to Perform (2001) | 4:37        |

Автор слів Келлі Джонс (крім треків 6 і 17). 
| Диск другий (розкішне видання) | Диск другий (розкішне видання)                             | Диск другий (розкішне видання) | Диск другий (розкішне видання)                            | Диск другий (розкішне видання) |
| #                              | Назва                                                      | Автор музики                   | Альбом                                                    | Тривалість                     |
| ------------------------------ | ---------------------------------------------------------- | ------------------------------ | --------------------------------------------------------- | ------------------------------ |
| 1.                             | «Madame Helga»                                             | Jones                          | You Gotta Go There to Come Back (2003)                    | 3:55                           |
| 2.                             | «Bank Holiday Monday»                                      | Jones                          | Pull the Pin (2007)                                       | 3:15                           |
| 3.                             | «Rewind»                                                   | Jones                          | Language. Sex. Violence. Other? (2005)                    | 4:46                           |
| 4.                             | «My Friends»                                               | Jones                          | Pull the Pin (2007)                                       | 3:35                           |
| 5.                             | «Climbing the Wall»                                        | Jones                          | You Gotta Go There to Come Back (2003)                    | 4:55                           |
| 6.                             | «Mama Told Me Not to Come» (with Tom Jones)                | Randy Newman                   | Reload (1999)                                             | 3:00                           |
| 7.                             | «Since I Told You It's Over»                               | Jones                          | You Gotta Go There to Come Back (2003)                    | 4:43                           |
| 8.                             | «Moviestar»                                                | Jones                          | 2004 re-release of You Gotta Go There to Come Back (2003) | 4:14                           |
| 9.                             | «Not Up to You»                                            | Jones, Jones, Cable            | Word Gets Around (1997)                                   | 4:38                           |
| 10.                            | «Getaway»                                                  | Jones                          | You Gotta Go There to Come Back (2003)                    | 4:09                           |
| 11.                            | «I Stopped to Fill My Car Up»                              | Jones, Jones, Cable            | Performance and Cocktails (1999)                          | 4:29                           |
| 12.                            | «Carrot Cake and Wine»                                     | Jones, Jones, Cable            | B-side on "A Thousand Trees" (1997)                       | 4:37                           |
| 13.                            | «Billy Davey's Daughter»                                   | Jones, Jones, Cable            | Word Gets Around (1997)                                   | 3:45                           |
| 14.                            | «Raymond's Shop»                                           | Jones, Jones, Cable            | B-side on "More Life in a Tramps Vest" (1997)             | 3:05                           |
| 15.                            | «Stone»                                                    | Jones                          | Pull the Pin (2007)                                       | 4:17                           |
| 16.                            | «I'm Alright (You Gotta Go There to Come Back)»            | Jones                          | You Gotta Go There to Come Back (2003)                    | 4:37                           |
| 17.                            | «The First Time Ever I Saw Your Face» (with Jools Holland) | Ewan MacColl                   | B-side on "Handbags and Gladrags" (2001)                  | 3:55                           |
| 18.                            | «Same Size Feet»                                           | Jones, Jones, Cable            | Word Gets Around (1997)                                   | 4:00                           |
| 19.                            | «She Takes Her Clothes Off»                                | Jones, Jones, Cable            | Performance and Cocktails (1999)                          | 3:15                           |
| 20.                            | «Hurry Up and Wait»                                        | Jones, Jones, Cable            | Performance and Cocktails (1999)                          | 4:40                           |

## DVD
Decade in the Sun: Best of Stereophonics — це DVD, випущений валлійським рок-гуртом Stereophonics, який збігається з однойменним альбомом найкращих хітів. DVD містить усі музичні відео з дебютного альбому гурту Word Gets Around до Pull the Pin 2007 року, а також відео на пісню «You're My Star».

### Трек-лист
1. More Life in a Tramps Vest
2. A Thousand Trees
3. Traffic
4. Local Boy in the Photograph (1998 version)
5. The Bartender and the Thief
6. Just Looking
7. Pick a Part That's New
8. I Wouldn't Believe Your Radio
9. Hurry Up and Wait
10. Mama Told Me Not to Come
11. Mr. Writer
12. Have A Nice Day
13. Step on My Old Size Nines
14. Handbags and Gladrags
15. Vegas Two Times
16. Madame Helga
17. Maybe Tomorrow
18. Since I Told You It's Over
19. Moviestar
20. Dakota
21. Superman
22. Devil
23. Rewind
24. It Means Nothing
25. You're My Star